# Temporada 2017 de la Red Bull MotoGP Rookies Cup
La temporada 2017 de la Red Bull MotoGP Rookies Cup continuá con la búsqueda de futuros campeones del mundo. La temporada comenzó en el Circuito de Jerez el 6 de mayo y terminó el 24 de septiembre en la Ciudad del Motor de Aragón después de 13 carreras. 

## Calendario
| Calendario 2017 | Calendario 2017  | Calendario 2017 | Calendario 2017 | Calendario 2017 | Calendario 2017 | Calendario 2017 |
| Ronda           | Fecha            | Circuito        | Pole position   | Vuelta rápida   | Piloto ganador  | Fuente          |
| --------------- | ---------------- | --------------- | --------------- | --------------- | --------------- | --------------- |
| 1               | 6 de mayo        | Jerez           | Ai Ogura        | Ai Ogura        | Rory Skinner    | [ 2 ]           |
| 1               | 7 de mayo        | Jerez           | Ai Ogura        | Filip Salač     | Aleix Viu       | [ 3 ]           |
| 2               | 24 de junio      | Assen           | Can Öncü        | Can Öncü        | Can Öncü        | [ 4 ]           |
| 2               | 25 de junio      | Assen           | Can Öncü        | Can Öncü        | Can Öncü        | [ 5 ]           |
| 3               | 1 de julio       | Sachsenring     | Can Öncü        | Deniz Öncü      | Deniz Öncü      | [ 6 ]           |
| 3               | 2 de julio       | Sachsenring     | Can Öncü        | Kazuki Masaki   | Can Öncü        | [ 7 ]           |
| 4               | 5 de agosto      | Brno            | Kazuki Masaki   | Can Öncü        | Can Öncü        | [ 8 ]           |
| 4               | 6 de agosto      | Brno            | Kazuki Masaki   | Can Öncü        | Deniz Öncü      | [ 9 ]           |
| 5               | 12 de agosto     | Spielberg       | Ai Ogura        | Ryusei Yamanaka | Ai Ogura        | [ 10 ]          |
| 5               | 13 de agosto     | Spielberg       | Ai Ogura        | Rory Skinner    | Kazuki Masaki   | [ 11 ]          |
| 6               | 9 de septiembre  | Misano          | Aleix Viu       | Kazuki Masaki   | Ai Ogura        | [ 12 ]          |
| 7               | 23 de septiembre | Aragón          | Can Öncü        | Deniz Öncü      | Kazuki Masaki   | [ 13 ]          |
| 7               | 24 de septiembre | Aragón          | Can Öncü        | Kazuki Masaki   | Aleix Viu       | [ 14 ]          |

## Estadísticas

### Sistema de puntuación
Solo los 15 primeros suman puntos. El piloto tiene que terminar la carrera para recibir puntos.
| Posición | 1.º | 2.º | 3.º | 4.º | 5.º | 6.º | 7.º | 8.º | 9.º | 10.º | 11.º | 12.º | 13.º | 14.º | 15.º |
| -------- | --- | --- | --- | --- | --- | --- | --- | --- | --- | ---- | ---- | ---- | ---- | ---- | ---- |
| Puntos   | 25  | 20  | 16  | 13  | 11  | 10  | 9   | 8   | 7   | 6    | 5    | 4    | 3    | 2    | 1    |

### Campeonato de pilotos
| Pos. | Piloto            | JER | JER | ASS | ASS | SAC | SAC | BRN | BRN | RBR | RBR | MIS | ARA | ARA | Pts |
| ---- | ----------------- | --- | --- | --- | --- | --- | --- | --- | --- | --- | --- | --- | --- | --- | --- |
| 1    | Kazuki Masaki     | 3   | 5   | 2   | 3   | 10  | 3   | 3   | 13  | 2   | 1   | 2   | 1   | 21  | 194 |
| 2    | Aleix Viu         | 5   | 1   | 3   | 2   | 15  | 2   | 4   | 7   | 10  | 11  | 3   | 3   | 1   | 183 |
| 3    | Can Öncü          | 18  | 3   | 1   | 1   | 3   | 1   | 1   | Ret | 14  | 2   | Ret | 5   | Ret | 165 |
| 4    | Deniz Öncü        | Ret | 9   | 11  | 5   | 1   | Ret | 9   | 1   | 8   | 5   | 4   | 4   | 6   | 135 |
| 5    | Ai Ogura          | 2   | 4   |     |     |     |     | 19  | 11  | 1   | 3   | 1   | 2   | 19  | 124 |
| 6    | Ryusei Yamanaka   | Ret | 6   | 10  | 6   | 9   | 5   | 5   | 3   | 3   | 4   | Ret | 7   | 4   | 122 |
| 7    | Matthias Meggle   | 9   | 8   | 4   | 16  | 8   | 6   | 2   | 4   | 5   | 8   | 6   | DNS | DNS | 108 |
| 8    | Adrián Carrasco   | Ret | 10  | DSQ | Ret | 4   | 7   | 10  | 6   | 4   | 7   | 19  | 8   | 2   | 94  |
| 9    | Omar Bonoli       | 6   | 7   | 7   | 7   | 19  | 4   | DNS | DNS | 6   | 6   | Ret | 10  | 3   | 92  |
| 10   | Kevin Orgis       | 12  | Ret | 8   | 14  | 2   | 10  | 6   | 2   | 19  | 20  | 9   | 13  | 10  | 86  |
| 11   | Steward García    | 8   | Ret | 15  | 4   | 5   | 9   | 11  | Ret | 7   | 10  | 10  | 11  | 8   | 79  |
| 12   | Rory Skinner      | 1   | Ret | 5   | 9   | 17  | 15  | 12  | Ret | Ret | 9   | 13  | 9   | 7   | 74  |
| 13   | Filip Salač       | 4   | 2   |     |     |     |     | Ret | DNS |     |     | 5   | 6   | 5   | 65  |
| 14   | Meikon Kawakami   | 10  | 11  | 9   | Ret | 6   | 14  | 8   | 5   | 11  | 21  | 8   | Ret | 13  | 65  |
| 15   | Walid Soppe       | Ret | Ret | 6   | 18  | 12  | 8   | 7   | 12  | 12  | 12  | Ret |     |     | 43  |
| 16   | Xavier Artigas    | 11  | 17  | 18  | 11  | 7   | 13  | 13  | NC  | 9   | 15  | 15  | 14  | 11  | 41  |
| 17   | Sean Kelly        | 7   | Ret | Ret | 17  | 21  | 20  | 17  | 8   | 21  | 13  | 7   | 12  | 9   | 40  |
| 18   | Victor Steeman    | Ret | 12  | 17  | 12  | 23  | 11  | 15  | 9   | 17  | Ret | 12  | 15  | 14  | 28  |
| 19   | Sasha de Vits     | 13  | 15  | 16  | 8   | 13  | 17  | 16  | 10  | 18  | 16  | 11  | 16  | 16  | 26  |
| 20   | Peetu Paavilainen |     |     | 12  | Ret | 11  | 12  |     |     |     |     | 18  | Ret | 12  | 17  |
| 21   | Dan Jones         | 17  | 16  | 13  | 10  | 14  | Ret |     |     |     |     |     | Ret | DNS | 11  |
| 22   | Gabriele Giannini | 14  | 13  | 19  | 15  | 16  | 18  | 14  | 14  | 20  | 18  | 16  | DSQ | 15  | 11  |
| 23   | Loran Faber       | 16  | 18  | 14  | 13  | 18  | 16  | Ret | 16  | 13  | 14  | Ret | 19  | 20  | 10  |
| 24   | Lorenzo Bartalesi | 15  | 14  | 20  | Ret | 20  | 19  | 18  | 15  | 15  | 19  | 14  | 18  | 18  | 7   |
|      | Beatriz Neila     |     |     | Ret | 19  | 22  | 21  | 20  | 17  | 16  | 17  | 17  | 17  | 17  | 0   |
| Pos. | Piloto            | JER | JER | ASS | ASS | SAC | SAC | BRN | BRN | RBR | RBR | MIS | ARA | ARA | Pts |

| Color     | Resultado                                                               |
| --------- | ----------------------------------------------------------------------- |
| Oro       | Ganador                                                                 |
| Plata     | 2.ª plaza                                                               |
| Bronce    | 3.ª plaza                                                               |
| Verde     | Finalizó en los puntos                                                  |
| Azul      | Finalizó sin puntos                                                     |
| Azul      | NC - No clasificado                                                     |
| Violeta   | Ret - No terminó (Carrera)                                              |
| Rojo      | DNQ - No se clasificó                                                   |
| Negro     | DSQ - Descalificado                                                     |
| Blanco    | DNS - No empezó (carrera)                                               |
| Blanco    | WD - Retirado (fin de semana)                                           |
| Blanco    | C - Carrera cancelada                                                   |
| Sin color | DNP - Inscrito pero no participó                                        |
| Sin color | INJ - Lesionado                                                         |
| Sin color | EX - Excluido                                                           |
| Estado    | Resultado                                                               |
| Negrita   | Pole position                                                           |
| Cursiva   | Vuelta rápida                                                           |
| †         | Abandona, pero clasifica al completar el porcentaje requerido para ello |

## Participantes
| Participantes 2017 | Participantes 2017 | Participantes 2017 |
| N.º                | Piloto             | Rondas             |
| ------------------ | ------------------ | ------------------ |
| 4                  | Dan Jones          | 1–3, 7             |
| 6                  | Ryusei Yamanaka    | Todas              |
| 9                  | Sasha de Vits      | Todas              |
| 11                 | Gabriele Giannini  | Todas              |
| 12                 | Filip Salač        | 1, 4, 6–7          |
| 13                 | Walid Soppe        | 1–6                |
| 14                 | Matthias Meggle    | Todas              |
| 19                 | Lorenzo Bartalesi  | Todas              |
| 20                 | Omar Bonoli        | Todas              |
| 21                 | Victor Steeman     | Todas              |
| 22                 | Peetu Paavilainen  | 2–3, 6–7           |
| 24                 | Xavier Artigas     | Todas              |
| 28                 | Adrián Carrasco    | Todas              |
| 36                 | Beatriz Neila      | 2–7                |
| 39                 | Kazuki Masaki      | Todas              |
| 40                 | Sean Kelly         | Todas              |
| 43                 | Steward García     | Todas              |
| 44                 | Kevin Orgis        | Todas              |
| 52                 | Deniz Öncü         | Todas              |
| 65                 | Can Öncü           | Todas              |
| 69                 | Rory Skinner       | Todas              |
| 79                 | Ai Ogura           | 1, 4–7             |
| 81                 | Aleix Viu          | Todas              |
| 82                 | Loran Faber        | Todas              |
| 83                 | Meikon Kawakami    | Todas              |